# Centro di coordinamento informazioni sulla sicurezza stradale
Il Centro di coordinamento informazioni sulla sicurezza stradale (le cui trasmissioni prendono il nome di Rai Mobilità in televisione e Ondaverde in radio, in precedenza noti come Rai CCISS e CCISS - Viaggiare informati) è un servizio di pubblica utilità italiano.

## Storia
Il CCISS nasce nel 1989 (con legge n. 566 del 30-12-1988), e coordina tutte le informazioni sulla situazione del traffico nazionale e sulla sicurezza stradale, e gestire il TIC (Traffic Information Center) italiano. È l'unico ente italiano le cui informazioni sul traffico siano "certificate" dal Ministero dell'interno.
La prima sede della sua centrale operativa fu nel Centro Rai di Saxa Rubra-Roma, poiché la Rai fu tra i primi ispiratori del CCISS, grazie alla visione di Antonio Piserchia che vide le brillanti prospettive di sviluppo dell'infomobilità. Questo ha fatto credere per molti anni che il CCISS fosse un servizio della RAI, quando in realtà il CCISS è un consorzio diretto dal Ministero delle Infrastrutture e dei Trasporti di cui la RAI è solo uno dei membri. Agli inizi la Centrale Operativa di Saxa Rubra  usava come sistemi di supporto informativo solo telefoni e fax.  Nel 1993 fu realizzato a cura di Rai-ICT il Sistema informativo notizie traffico (SINT) che collegava tutti i computer della Centrale con una applicazione basata su testo; nel 1997 furono aggiunti, realizzando progetti elaborati dal Centro ricerche Rai di Torino in collaborazione con altri Paesi Esteri nell'ambito di progetti (SERTI e CORVETTE) finanziati dalla Commissione Europea, sistemi informatici più moderni su base grafica che consentirono la diffusione dal 1º luglio 1998 del primo servizio RDS-TMC sulla rete Radio 1 FM; nei primi anni del XXI secolo furono realizzati i collegamenti in DATEX con i TIC nazionali di Francia e Germania, e le informazioni furono diffuse sul sito web.
I sistemi informatici della Centrale, ormai obsoleti, furono totalmente rinnovati con la realizzazione del nuovo CED, attivo dal 2010 presso la nuova centrale operativa, che fu totalmente rinnovata e allocata nei palazzi della motorizzazione civile in via Caraci, Roma, mentre gli studi radiotelevisivi, gestiti dalla RAI, sono ancora nel Centro di Saxa Rubra. Nel 2003 fu realizzato, a cura della RAI, il primo sito del CCISS.  Dal 2010 fu attivato a cura del Ministero delle Infrastrutture, il nuovo sito, molto più prestante e ricco di informazioni del precedente, indipendente dai siti Rai.
I siti internet sono stati divisi di conseguenza, e quindi esistevano dal 2010 due siti, uno del CCISS e uno della Rai denominato CCISS.RAI, che poi ha seguito l'evoluzione dei siti Rai con un progressivo calo di impegno realizzativo mentre quello curato dal Ministero delle Infrastrutture continua ad evolvere.
La centrale operativa di via Caraci, gestita dal Ministero delle Infrastrutture e dei Trasporti,  opera ventiquattro ore su ventiquattro, e si avvale della collaborazione della Polizia stradale, dell'Arma dei Carabinieri, dell'Anas, dell'Automobile Club d'Italia, dell'AISCAT, di Autostrade per l'Italia e dal 2012 di Infoblu. Le informazioni del CCISS sono impiegate dalla Rai per tutti i suoi servizi di infomobilità, tra cui la rete di Rai Way che realizza il servizio RDS-TMC, iniziato nel 1998, ricevuto dai navigatori per auto, che ormai è diffuso in tutta Italia sulle tre reti in FM.
Presso la centrale operativa è attivo il call-center del numero 1518, che è totalmente gratuito poiché ritenuto un servizio di pubblica utilità, che fornisce informazioni in tempo reale sulla situazione del traffico in Italia. Le informazioni raccolte, e validate dal Ministero dell'interno, sono distribuite via etere dalla Rai (su Isoradio, durante i telegiornali e via RDS-TMC), e da altri Enti con cui il CCISS abbia stipulato accordi.
Il CCISS è l'unico ente italiano abilitato a scambiare informazioni ufficiali sul traffico con i Traffic Information Center nazionali di altri stati. Ha il diritto/dovere di raccogliere e coordinare le informazioni sul traffico di tutti gli enti italiani in qualche modo coinvolti (gestori stradali, amministrazioni locali, polizie, altri enti) che sono tenuti a fornirgliele senza oneri.
Dal 16 settembre 2012, come conseguenza dei vari decreti tagliaspese del Governo Monti, i notiziari Ondaverde non sono più realizzati da personale ACI ma dal personale Rai. In particolare, con la nascita nel 2017 di Rai Servizi di Pubblica Utilità (ora semplicemente Rai Pubblica Utilità) sono gli assistenti ai programmi, i programmisti-registi e i giornalisti afferenti a questa direzione a occuparsi della redazione e conduzione dei bollettini radiofonici di Ondaverde su Rai Radio 1, Rai Radio 2, Rai Radio 3 e Rai Gr Parlamento, e dei collegamenti televisivi su Rai 1, Rai 3, Rai News 24. Durante la notte effettuano due collegamenti anche su Rai Isoradio. Dal 3 giugno 2018 questi bollettini si chiamano Rai Mobilità.

## Edizioni
Gli aggiornamenti televisivi sulla viabilità avvengono tutti i giorni alle 5:56 su Rai News 24 (a reti unificate su Rai 1, Rai 3); alle 6:28 su Rai 1 (dal lunedì al venerdì); alle 7:33 a Buongiorno Regione a cura della TGR Toscana (il solo venerdì); alle 9:25 su Rai News 24, alle 12:25 su Rai News 24; alle 17:25 su Rai News 24. Prima e durante i week-end, i "ponti" e gli "esodi" o eventi di grande impatto sulla viabilità (es. crollo Ponte Morandi, terremoto ad Amatrice, gravi incidenti autostradali) sono spesso realizzati collegamenti straordinari all'interno di telegiornali nazionali e regionali. Previsto inoltre ogni venerdì su Rai 1 alle ore 17:00 l'appuntamento delle previsioni di traffico per il fine settimana.
Dal 15 marzo al 13 settembre 2020, per effetto dell'emergenza sanitaria COVID-19, vengono sospesi i collegamenti televisivi. 
Dal 14 settembre 2020 riprendono alcuni spazi informativi su Rai News 24 alle ore 6:57 e alle ore 8:27.

## Loghi

Fino al 2010
2010-2013
2013-2018
In uso dal 2018